# Széna

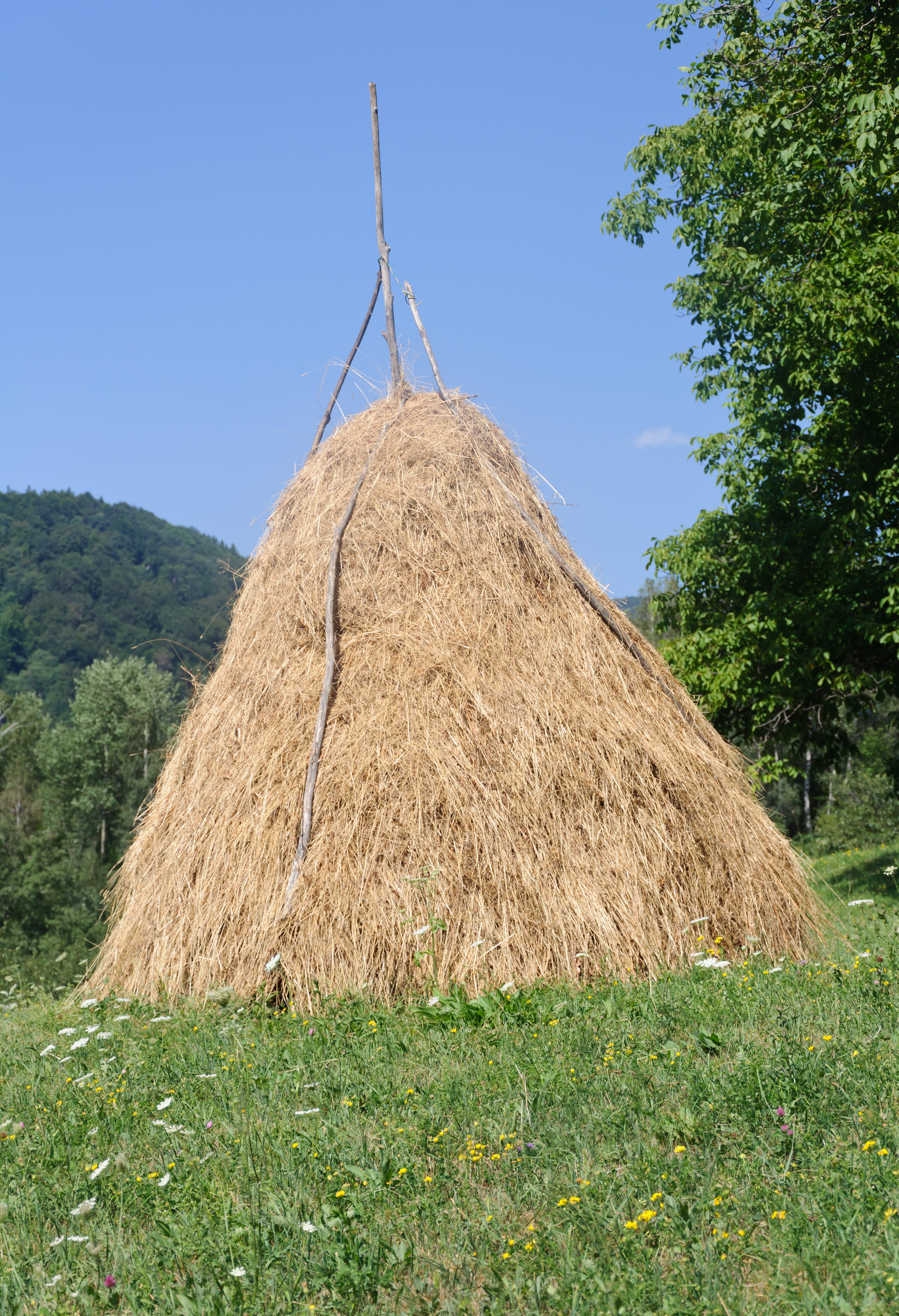
Szénaboglya

A széna szárítással tartósított zöldtakarmány, a haszonállatok egyik legjelentősebb téli takarmánya.  Vitamintartalma más takarmányfélékkel összehasonlítva magas. Magyarországon legnagyobb jelentőséggel a réti széna bír. Az anyaszéna az első kaszálásból származik, míg a sarjúszéna a nyár folyamán újrasarjadzó növények második és harmadik kaszálásából. Az édes réti széna zömét pázsitfűfélék és pillangósvirágúak alkotják, míg a savanyú széna a lápréteken termő savanyúfüvekből (pl. sás, káka, szittyó) áll.